# Antiguo idioma ligur
El idioma ligur es el término que se aplica a las lenguas habladas por los antiguos ligures en el sur de Francia y parte occidental del norte de Italia. 
Muy poco se conoce de esta lengua (sobre todo topónimos y antropónimos, muchos con el sufijo -asca o -asco), por lo que no se puede afirmar con certeza si fue una lengua indoeuropea o preindoeuropea. De hecho, a veces se la considera preindoeuropea con una fuerte influencia indoeuropea, especialmente de las lenguas celtas (galo y lepóntico) e itálicas, superponiéndose al idioma original.

## La hipótesis del ligur como lengua celta
Xavier Delamarre sostiene que el ligur fue una lengua céltica, similar al galo pero no idéntica. Esta conclusión descansa en dos puntos.
En primer lugar, el topónimo ligur Genua (actual Génova, ubicado cerca de la desembocadura de un río), se derivaría según Delamarre del PIE *genu-, "mandíbula". Muchos idiomas indoeuropeos utilizan la palabra boca para indicar la desembocadura de un río en el mar o en un lago, pero solo en goidelico el PIE *genu- significa boca. Además de Génova, que se considera Ligur, este término también se encuentra en Genava (actual Ginebra), que podría ser de origen galo, situado en otra desembocadura. Sin embargo, Genua y Genava podría derivar de otra raíz indoeuropea con la forma *genu-, que significa "rodilla".
El segundo punto de Delamarre se basa en una mención que Plutarco hace (en La vida de Mario 10, 5-6, de las Vidas paralelas) de un suceso ocurrido durante la batalla de Aquae Sextae en el 102 a. C. cuando los ambrones (una tribu de posible filiación céltica) comenzó a gritar "Ambrones" como su grito de batalla; las tropas ligures aliadas de los romanos, al oír este grito, encontraron que era el mismo endónimo que los ligures usaban para sí mismos (outôs kata genos onomazousi Ligues).
La cuestión céltico-ligur también es discutida por Barruol (1999).

## La hipótesis del ligur como lengua no indoeuropea
Delamarre evidencia un riesgo de razonamiento circular: si se cree que los ligures no eran de origen céltico, y si muchos topónimos y endónimos que muchos autores clásicos sostienen ser ligures parecen ser celtas, no es correcto descartar todos aquellos celtas cuando se reúnen los términos ligures y usar este corpus publicado para demostrar que el ligur era una lengua no celta e incluso no indoeuropea.
Sin embargo, Estrabón afirma que:

Respecto a los Alpes ... muchas tribus (éthnê) ocupan estas montañas, todos ellos celtas (keltikà), excepto los ligures; pero aunque estos ligures pertenecen a un pueblo diferente (hetero-ethneis), aun así son similares a los celtas en su modo de vida (bíois)

Heródoto (5,9) escribe que Sigynnai significa 'vendedores ambulantes' entre los ligures que vivían en torno a Massalia (hoy Marsella), una palabra que recuerda a la de sécuanos, población celta-gala que en época de Julio César se encontraba en el Franco Condado y Borgoña, 450 km al norte de Marsella. Heródoto también recuerda al pueblo de los Sigynnai, establecido a lo largo del Danubio.

### Enlaces
- Datos: Q36104